# Enyalioides rudolfarndti
Espèce
Enyalioides rudolfarndti est une espèce de sauriens de la famille des Hoplocercidae.

## Répartition
Cette espèce est endémique de la région de Pasco au Pérou. Elle se rencontre dans le parc national Yanachaga Chemillén.

## Étymologie
Cette espèce est nommée en l'honneur de Rudolf G. Arndt.

## Publication originale
- Venegas, Duran, Landauro & Lujan, 2011 : A distinctive new species of wood lizard (Hoplocercinae, Enyalioides) from the Yanachaga Chemillen National Park in central Peru. Zootaxa, n. 3109, p. 39–48.